# Ramon Descatllar
Ramon Descatllar (? - València, 5 de març de 1415) fou bisbe de Girona. Fou monjo i abat del monestir de Santa Maria de Ripoll i el papa Benet XIII d'Avinyó, estant a Perpinyà, el feu bisbe d'Elna i el mateix any que Francesc de Blanes fou promogut a l'església de Barcelona, el feu bisbe de Girona, prenent possessió d'aquest càrrec el 8 de gener de 1409. Intervingué en el Compromís de Casp per tractar la successió de Martí l'Humà. A la seva mort fou sepultat a la ciutat de València.